# MFM Triro 500
Der Triro 500 war ein dreirädriger Kleintransporter, den die Maschinenfabrik Möckmühl G.m.b.H. (MTM), Möckmühl (Württemberg) später auch mit dem Zusatz Triro-Werke, als Pritschen- und Kastenwagen herstellten. Wegen seiner kleinen Reifen (6.00 × 9) wurde er als Roller beziehungsweise Lastkraftroller bezeichnet. Von 1949 bis 1954 wurden rund 500 Fahrzeuge im nahen Umland und in der Schweiz vertrieben. 1952 wurde er für 2765,– DM angeboten.

## Technik
Angetrieben wurde der Triro mit einem luftgekühlten Triumph-Einzylinder-Zweitaktmotor „G 250“ mit einem angeflanschten 3-Gang-Getriebe, das über eine Kardanwelle die Kraft auf die Hinterachse übertrug. Die Höchstgeschwindigkeit betrug 50 km/h.
Ab 1952 wurde zusätzlich eine Version „Triro 600“ mit 600 kg Nutzlast und einem 4-Gang-Getriebe und 60 km/h angeboten.

## Mitbewerber
- Goliath-Werk GD 750
- Tempo Boy
- Piaggio Ape
- Innocenti Lambretta FD
- Glas Goggo 200 Lastenroller, ohne Kabine (1954–1955)